# Waede
Het kasteel de Waede of de Waey stond bij de Nederlandse stad Huissen, provincie Gelderland. De naam is vermoedelijk afkomstig van de waai of kolk waar het huis aan was gelegen. Vanaf begin 17e eeuw kwam ook de naam De Poll in gebruik, wellicht vanwege de verhoogde ligging van het kasteel.

## Geschiedenis
Een oorkonde uit 1347 vermeldt dat Philippus De Heecker het goed ‘in der Waden’ afstond aan ridder Theodoricus de Bilandt. In het cartularium uit 1360 van het Sint Elisabethsconvent te Huissen wordt ene Johannes Wolters uiter Waden genoemd. De familie Van Bylandt bleef in bezit van dit goed tot 1487. In dat jaar kreeg Adolf van Wylich, getrouwd met Elizabeth van Bylandt, het goed Waede in eigendom. Zowel de familie Van Bylandt als de familie Van Wylich traden op als leenheren van Waede.
Eind 16e eeuw kwam Waede in bezit van Hendrik van Wittenhorst tot Endt. Het nieuwe huis Waede is mogelijk door hem of zijn zoon Johan gebouwd en droeg sindsdien de naam De Poll. Toen Johan in 1629 overleed, bleef zijn weduwe met schulden zitten en moest De Poll/Waede daarom verkopen.
In de navolgende jaren werd het huis diverse malen verkocht. In de 19e eeuw was Johannes Carolus Ferdinandus Adrianus van Laer van Hoenlo in bezit van het kasteel en hij liet het na aan zijn zoon Alexander Josephus Ludovicus. Deze zou de laatste bewoner van het kasteel worden. Toen hij in 1875 overleed verkochten zijn erfgenamen de goederen; het huis met alle bijgebouwen werden gesloopt.
Op het voormalige kasteelterrein is rond 1900 een nieuwe boerderij gebouwd. Mogelijk werd een deel van een oude schuur opgenomen in het achterhuis van deze boerderij. In 1990 brandde de boerderij af, waarna op de funderingen een nieuw huis werd opgetrokken.

## Beschrijving
Het is niet duidelijk wanneer het kasteel Waede precies werd gebouwd. Archeologisch onderzoek heeft uitgewezen dat de locatie werd bewoond sinds de 14e eeuw. In ieder geval was er eind 16e eeuw of begin 17e eeuw sprake van een al dan niet vernieuwd adellijk huis.
Het volledige kasteelterrein was 85 bij 65 meter groot. De hoofdburcht had een afmeting van 27 bij 22 meter en stond in de noordwesthoek van dit terrein; de rest van het oppervlak werd ingenomen door de voorburcht.
Uit de verkoopgegevens van 1656 blijkt dat het om een omgracht huis ging van twee bouwlagen en een kelder. Er was tevens een poorthuis met ophaalbrug. Ook waren er bijgebouwen. Een tekening uit 1720 van Jacobus Stellingwerf laat een rechthoekig huis met een ronde hoektoren zien, maar het is niet duidelijk of deze afbeelding enigszins betrouwbaar is.
De kadastrale minuut van 1830 toont een u-vormig huis met mogelijk een traptoren op de binnenplaats.
Van het kasteelterrein zijn geen zichtbare sporen meer in het landschap aanwezig. In 1983 werd nog wel een kelder aangetroffen die toebehoorde aan het bouwhuis.
Aalst · Aardenburg · Acquoy · Aerdt · Agistaldaburg · Ahof · Aldenhaag · Aller · Ambe · Ammersoyen · Ampsen · Andelst · Angeroyen · Appelburg · Appelse walburg · Appeltern · Arler · Baak · Babberich · Baer · Baerle · Bakerbosch · Balgoij · Barlham · Batenburg · Beek · Beerenclaauw · Bemmel · Bevervoorde · Bergh · Biljoen · Bingerden · Blankenborg (Laren) · Blankenborg · Blauwe Huis · Blokhuis (Ravenswaaij) · Boelenham · Boetselaersborg · Borculo · Boswaai · Brakel · Den Brakel · Den Bramel · Bredevoort · Broekhuizen · Bronkhorst · Bruchem · Bruinhorst · Brunsberg · Bulkestein · Bunswaard · Burcht van Tiel · Buren · De Buurse · Byland · Byvanck · Caetshage · Camphuysen · De Cannenburch · de Cloese · Coldenhove · Culemborg · Dedinckweerd · Delwijnen · Didam · Diepenbroek · Hof te Dieren · Huis Dijck · Dikke Tinne · Doddendaal · Dodewaard · Doornenburg · Doornik · Doorwerth · Dooyenburg · Dorth · Doseburg · Drakenburg · Dreumel · Druten · Duivelshuis · Eerbeek · De Ehze · Elburg · Eldrik · Emmerik · Engelenburg · Groot Engelenburg · Engelrode · Enghuizen · Enspijk · De Essenburgh · Essenpas · Est · Fokkinck · Gameren · Geerestein · Geldermalsen · De Gelderse Toren · Geldersweerd · Gellicum · Gendt · Gennepestein · Glindhorst · Goudenstein · ‘s-Grevenhoef · Groot Hell · Groenlo · Groesbeek · Huis te Groesbeek · Grunsfoort · Gulden Spijker · Hackfort · Hackforts Veenhuis · Hagen · Hagevoort · Hamerden · Hanepol · Harreveld · Harslo · Hassink · Het Haveke · Hedel · Heeckeren · De Heegh · Hees · De Heest · Hellouw · Hemmen · Hernen · Motte van Hernen · Heumen · Heusden · Hoekelum · Hoekenburg · De Hoeve · De Hof · Hof d'Ooy · Hof van Arkel · Huis het Holt · Holthuis · Het Holtslag · Ter Horst · Houberg · St. Hubertus · Huissen · Hulhuizen · Hulkestein · Hulsen · Hunneschans bij De Duno · Hunneschans bij Uddel · Jonker Bloo · 't Joppe · De Kamp · Karssenberg · Kemnade · Keppel · Kermestein · Kernhem · Kervel · Kiefskamp · De Kinkelenburg · Klein Enghuizen · Kleverburg · Kortenhoeve · Laag Helbergen · Lakenburg · Landfort · Langen · Latenstein · De Lathmer · Lathum · Ter Lede · Leegpoel · Leemcuyl · Leeuwen · Leeuwenbergh · Lensenburg · Lent · Leur · Leuvenum · Leyenburg · Lichtenvoorde · Lievenstein · Loenen · Loevestein · Loil · Loowaard · Luynhorst · Hof te Maasbommel · Magerhorst · Malburgen · Malderburcht · Malsen · Manhorst · Marhulsen · De Marsch · Marveld · Mathena · Maurik · Medel · Medestein · 't Medler · Meinerswijk · De Mellard · Mensink · Mergelp · Meteren · 't Meyerink · Middachten · Millingen · Mussenberg · Nagelhorst · Nederhagen · Nederhemert · Neerijnen · Huis Neerijnen · De Nesch · Nettelhorst · Nieuwe Blokhuis ·  Nijburg · Nijenbeek · Old Putten · Notenstein · Nye Huis · Olde Spijker · Oldenaller · Oldenhof (Driel) · Oldenhof (Heteren) · De Ooij · Oolde · Oud Oolde · Oosterhout · Ophemert · Opijnen · Oud Ampsen · Oude Blokhuis · Het Oude Loo · Oude Voorst · Oudenborch · Oud-Wisch · Huis te Overasselt · Overeng · Overhagen · Overlaar · 't Oye · Palmestein · De Parck · Persingen · Plekenpol · Ploen · Pluimenburg · Poederoijen · Poelwijck · Poelwijk · De Pol (Dreumel) · Huis de Poll (Huis te Gietelo) · De Poll (Huissen) · Pollenbering · Pollenstein · Puttenstein · Het Raasink · Ravenhorst · De Rees · Ressen · Reuversweerd · Reygersfoort · Rhijnestein · Huis Rijswijk · Rode Toren · Roode Wald · Rosande · Rosendael · Rossum · Rumpt · Ruurlo · Rijsselt · Schadewijk · Schaffelaar · Scherpenzeel · Schoonbroek · Schoonderbeek · Schoonenburg · Schuilenburg · Schuilkerke · Hof te Seelbeek · Sevenaer I · Sevenaer II · Sinderen (Oude IJsselstreek) · Sinderen (Voorst) · Slangenburg · Sleeburg · Slimsijp · De Snor · Soelen · Spaansweerd · Spaldorp · Spijk · Staverden · Sterkenburg · Swanepol · Tarthorst · Teisterbant (Kerk-Avezaath) · Teisterbant (Kerkdriel) · Ter Dicke · Tolhuis · Tolhuis (Tiel) · Tollenburg · Tongerlo · Toren van Wely · Tuil · Ubbergen · Uilenburg (Ewijk) · Uilenburg (Heteren) · Ulenpas · Ulft · Upladen · Valburg · Valkhofburcht · Valkhofpalts · Vanenburg · Varik · Hof te Varsseveld · 't Velde · Velhorst · Verwolde · Vierakker · De Voorst · Voorstonden · Vorden · Vosbergen · Vredenburg · Vredestein (Driel) · Vredestein (Ravenswaaij) · Vuren · Waardenburg · Waddestein · Wadenoijen · Waede · Wageningen · Walfort · 't Waliën · De Wardt · Watergoor · Watermeerwijk · Wayenstein (Huis te Herwijnen) · Well (Huis van Malsen) · Weijenrade · Westenburg · Westerholt · Weurt · De Wiersse · Wijenburg (Echteld) · De Wildenborch · De Wildt · Wilp · Wilperhorst · Winssen · Wisch · Wychen · Wolfswaard · Woolbeek · Yrst · IJzendoorn · Zeeland · Zilveren Spijker · Zuilichem · Zwaluwenburg · Zwanenburg (Heerde) · Zwanenburg (Megchelen)